# Dengok (Playen)
Dengok is een bestuurslaag in het regentschap Gunung Kidul van de provincie Jogjakarta, Indonesië. Dengok telt 2271 inwoners (volkstelling 2010).